# Їндржихув Градець (округ)
Їндржихув Градець (чеськ. Okres Jindřichův Hradec) — адміністративно-територіальна одиниця в Південночеському краї Чеської Республіки. Адміністративний центр — місто Їндржихув Градець. Площа округу — 1 944 кв. км., населення становить 91 359 осіб.
До округу входить 106 муніципалітетів, з котрих 13 — міста.